# Keltonia schaffneri
Keltonia schaffneri är en insektsart som beskrevs av Henry 1991. Keltonia schaffneri ingår i släktet Keltonia och familjen ängsskinnbaggar. Inga underarter finns listade i Catalogue of Life.